# Argulus catostomi
Argulus catostomi is een visluizensoort uit de familie van de Argulidae. De wetenschappelijke naam van de soort is voor het eerst geldig gepubliceerd in 1837 door Dana & Herrick.